# Denis Nzioka
Denis Nzioka (Nairobi, 6 d'agost de 1985) és un activista de minories sexuals i de gènere, consultor, investigador, i periodista de Kenya. El seu enfocament es troba en les comunitats lesbianes, gais, bisexuals, transsexuals, intersexuals, queer (LGBTIQ), així com els treballadors i treballadores sexuals de Kenya i Àfrica. És director fundador d' Identity Kenya, i de la Denis Nzioka News Agency and Service, una agència de notícies i seveis LGBT i treballadors sexuals.

## Biografia
Nzioka va obtenir un BA en periodisme i estudis de mitjans a la Universitat de Nairobi. Ha treballat sobre drets humans (Coalició Gai i Lesbiana de Kenya, GALCK, Defensors de Dret Humà d'Orient i Banya d'Àfrica (Gay Kenya Trust), mitjans de comunicació/periodisme (Internews-KE chapter); Consell de Mitjans de Kenya, MARPs i VIH/SIDA (Muhimbili University of Health and Allied Sciences (Tanzània), Kenya AIDS NGO's Consortium (KANCO); i Kenya National AIDS & STI Control Programme (NASCOP)).
Ha estat consultor per GALCK (assumptes religiosos); Consell de Població (salut MSM); Kenya Human Rights Commission (KHRC) (LGBTI i HIV); Projecte de Xarxa Global de Treball de Sexe (NSWP) (comunicacions); Societat Hebrea d'Ajuda a la Immigració (HIAS) (sol·licitants d'asil LGBT, refugiats); Opcions de salut per a homes joves sobre VIH, SIDA i ITS (HOYMAS) (pensament estratègic; recaptació de fons); i Kenya Sex Workers Alliance (KESWA) (recaptació de fons).
Ha treballat amb Fahamu (reclam d'iniciatives LGBTI/SW), Gay Kenya Trust (GKT) (PR, encarregat de mitjans i comunicacions), Identity Kenya (editor, encarregat de programes), i HOYMAS (programes).
Nzioka ha escrit articles per a mitjans de comunicació tradicionals i de base, inclòs el periòdic The Star a Kenya, Freedom in Speech i "Gay Star News. Va ser redactor consultor de la publicació de drets humans de la "Gay Kenya Trust" My Way, Your Way or the Rights Way (Storymoja, 2011). Nzioka ha contribuït a diversos documents de política nacional i internacional relacionats amb el treball sexual i LGBTI, p. ex. informe de consulta i política d'estratègia "Trobada sonre el tractament i la necessitat de salut del VIH entre homes homosexuals i altres homes que tenen sexe amb homes" (MSM) 2013 del Programa Conjunt de les Nacions Unides sobre el VIH/sida (UNAIDS)
El seu treball l'ha portat a Etiòpia, Tanzània, Suïssa, Zimbàbue, Sud-àfrica i Alemanya.
Nzioka, que és obertament gai, va ser candidat presidencial kenyà rn 2013.
Nzioka actualment treballa com a director de comunicacions de l'African Sex Workers Alliance (ASWA), una aliança panafricana de grups de treballadors sexuals amb base a Nairobi, Kenya.

## Publicacions com a editor
- My Way, Your Way, or the Rights Way. Nairobi: Storymoja, 2011.